# Охотники Ширванского полка на Гунибе
«Охотники Ширванского полка на Гунибе»  — картина, написанная в 1870 году русским художником немецкого происхождения баталистом Виллевальде Богданом (Готфридом) Павловичом.

## Описание
Во второй половине XIX века живописец Богдан Виллевальде отправился на Кавказ, чтобы получить впечатление о местах, где происходили бои Кавказской войны. Картина «Охотники Ширванского полка на Гунибе» посвящена одному из эпизодов этой войны. На картине изображён эпизод операции по пленению Шамиля — предводителя Северо-Кавказкого имамата.
Операция по взятию дагестанского аула Гуниба проводилась Отдельным Кавказским корпусом под командованием генерал-адъютанта Барятинского в августе 1859 года. Ставка имама Шамиля в Гунибе была окружена русскими войсками. К тому времени Шамиль потерял Чечню и почти весь Дагестан. В августе 1859 года Шамиль с четырьмя сотнями мюридов занял оборону в Гунибе, который стал его последним оплотом. В результате штурма Шамиль был пленён, а боевые действия были в основном завершены.
В штурме Гуниба принимал участие 84-й Ширванский пехотный полк. На картине изображены события, происходящие на восточном склоне Гуниба. Штурмовая команда ширванцев на рассвете пытается овладеть укреплением горцев. В правой части картины на фоне высокой стены с полукруглой коричневой дверью изображены вооружённые винтовками солдаты. Они смотрят вверх. Мужчина в черкеске, на которого они смотрят, перелезает через стену. Один из солдат жестом призывает товарищей соблюдать тишину. Произведение Виллевальде говорит о том, что Шамиль был пленён благодаря предательству и хитрости.
Картина Виллевальде «Охотники Ширванского полка на Гунибе» в 1914 году, в канун Первой мировой войны была передана Петербургской академией художеств в дар Николаевскому музею.